# Garagoa

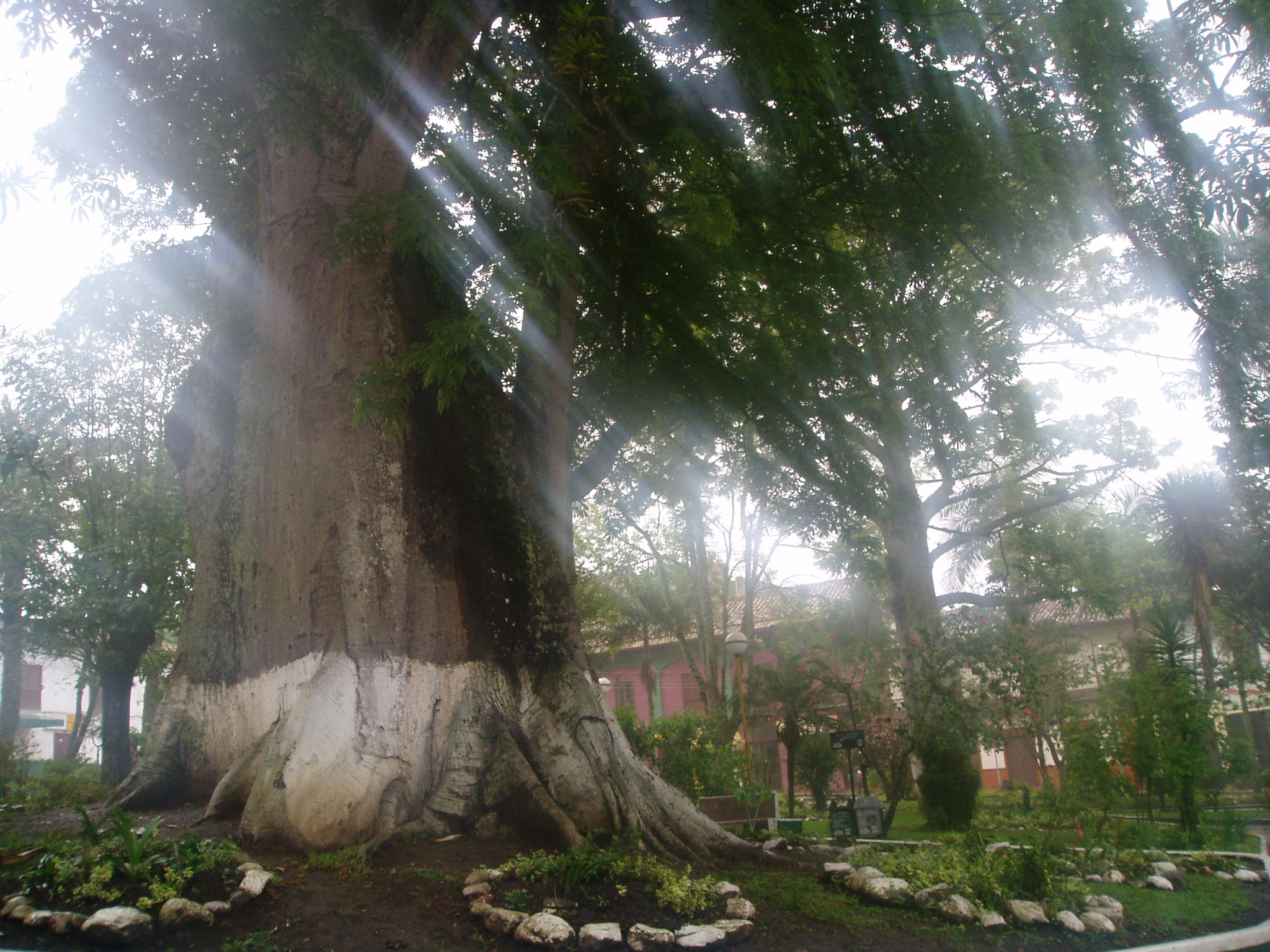
Ceiba en el parque central.

Garagoa es un municipio colombiano, capital de la provincia de Neira, al suroriente del departamento de Boyacá. Distancia por carretera de Bogotá la capital de Colombia es de 136 km y de Tunja, capital departamental, 81 km. Es el noveno municipio más poblado del departamento. Se le conoce como la Sultana del Valle de Tenza.

## Toponimia
La palabra Garagoa deriva de la palabra chibcha «garagua», que significa, ga siervo del Cielo, ra allá y gua monte, es decir «siervos del sol detrás del cerro».

## Historia

### Conquista
El territorio actual del municipio fue albergue de una tribu indígena comandada por un cacique muisca, los indios que moraban en el caserío y en sus dependencias se llamaban los garaguas. En 1539 cuando el conquistador español Gonzalo Jiménez de Quesada ya habiendo ocupado a Muequetá (actual Funza), tuvo noticias por referencias de los indios del dominio del Zipa de las famosas minas de esmeralda de Somondoco, propiedad del cacique sumindoco. Emprendió la expedición hacia el norte pasando por Guatavita, Sesquilé, Chocontá y Turmeque. En esta población Jiménez de Quesada permaneció algunos días y desde aquí envió al capitán Pedro Fernández de Valenzuela a que tomara nota precisa de la joya tan codiciada por los españoles. Fernández regresó trayendo un informe favorable. Quesada partió en busca de las minas y tropezaron en el camino con algunos poblados indígenas como Boyacá, Tibaná y Tenza. De allí se encaminaron finalmente a Garagoa y Obeita, donde hicieron alto, por encontrarse cerca de las minas de esmeralda.

### Virreinato
En 1556 arribaron los padres Dominicos e iniciaron la difusión de la religión Católica. En 1604 se instauró en Somondoco el primer resguardo del Valle de Tenza y los grupos indígenas de los teguas, chirimitas y guanecas, fueron adscritos a Garagoa. En 1635 se tiene la primera referencia de la encomienda de Garagoa, con 116 nativos adscritos.
El historiador boyacense Basilio Vicente de Oviedo, escribió un libro en el año 1763 titulado: Cualidades y riquezas del Nuevo Reino de Granada. En la obra en referencia existe este párrafo sobre Garagoa:

«El curato del pueblo de Garagoa, del corregimiento de Tenza, distante de Tunja dos jornadas hacia la vía para los llanos de San Juan y otras dos cortas jornadas de Santa fé hacia el Norte, esta extraído del comercio común y caminos reales, y su temperamento templado produce frutos de tierra caliente caña dulce, plátano, maíz, yucas, batatas, mucho anís y garbanzos, tendrá hasta 100 indios y hasta 200 vecinos de los que se llaman blancos. Su administración bien trabajosa, por ser tierras dobladas con serranías, especialmente una bastante grande que llaman Garagoa y corre para los llanos de Santiago de Casanare».

En 1777 se ordenó la venta total del resguardo de Garagoa. Tres años después, los habitantes del municipio se adhirieron al movimiento de los comuneros de 1781 y la gente salió del poblado dirigida por el capitán Roque Perilla en dirección a Zipaquirá, a ponerse a las órdenes del comandante general de la sublevación Juan Francisco Berbeo. El corregidor Manuel del Pozo y Pino concedió mercados en el año de 1805, para Guateque el día miércoles y Garagoa el día Domingo. La parroquia fue erigida el 3 de agosto de 1808 con la aprobación del virrey Antonio Amar y Borbón y el arzobispo fray Juan de los Barrios, siendo su primer párroco Juan Ignacio Mejía de la Zerda.
El 5 de octubre de 1809 adquiere la categoría de Municipio, siendo su primer alcalde Mateo Castañeda; los alcaldes sucesivos, fueron nombrados por el gobernador del departamento.

## Geografía
Garagoa es la capital de la Provincia de Neira, en el Valle de Tenza. Ubicado al suroriente de Boyacá, sobre la cordillera Oriental. Tiene una extensión de 191,75 km², una altura de 1705 m s. n. m. El municipio está ubicado en un plano inclinado, tiene una población aproximada de 16.195 hab, 12.084 en el perímetro urbano y 4.111 en el área rural, la temperatura media es de 19 °C. El principal río de este municipio es el río Garagoa y algunas quebradas como la Quigua y la Colorada. 

### Topografía
La mayor parte de la superficie del municipio está conformado por una topografía de fuertes pendientes y contra pendientes por estar atravesado por un ramal de la cordillera oriental. El 59 % es de topografía quebrada, el 39 % ondulada y el 2 % plana. Las elevaciones más destacadas son las cuchillas del Varal, las Cruces, Carbonera y Mamapacha. 

### Hidrografía
Las fuentes hídricas están representadas por las cuencas de los ríos Garagoa , Tunjita y algunas Quebradas de importancia, que pasa por el casco Urbano como la Quigua, Los Manzanos y Perdiguíz en límites con el municipio de Macanal. 
- Río Tibaná, Teatinos o Garagoa: nace en el embalse Teatinos y recoge aguas del río Turmequé , Guayas, Bosque, Fusavita, Icabuco y otros que lo surten. Tiene lugares de interés turístico como la Frontera, Puente Ospina , Puente Viejo y la Represa de Chivor.
- El Río Garagoa recorre la parte occidental del Municipio y es límite con los Municipios de Pachavita, Tenza y Sutatenza. Tiene conexión con vías de acceso en diferentes puntos: La frontera, en límites con Pachavita; Puente Ospina, en la vía a Tenza; las Juntas vía a Guateque. Sobre este Río existen diferentes lugares considerados como atractivos turísticos por los recursos naturales que los rodean. Entre otros se encuentran: La piedra el Baho, Pozo del Piedrón, el Pozo Matacuras, Pozos del Dátil, Puente Cuadras y Pozo La Y.
- Quebrada Quigua: hace parte del río Garagoa. Nace en la Vereda Quigua Arriba, desemboca en el Río Garagoa y Tiene como afluente la Quebrada del Hatillo. Es uno de los tributarios del río Garagoa. Esta a su vez se desprende de la quebrada las Moyas, ubicada en la parte nororiental del municipio de Garagoa.

### Límites del municipio
Garagoa está delimitado por los siguientes municipios:
| Noroeste: Pachavita (Río Garagoa)                   | Norte: Chinavita | Nordeste: Miraflores (Río Tunjita)           |
| Oeste: Tenza, Sutatenza (Río Garagoa)               |                  | Este: Miraflores (Río Tunjita)               |
| Suroeste: Somondoco, Almeida (Embalse la Esmeralda) | Sur: Macanal     | Sureste: Macanal, Campohermoso (Río Tunjita) |

El Municipio está situado a 5°, 4', y 48" de latitud norte, y a 0°, 43' y 26" de longitud con relación al meridiano de Bogotá; y a 73° grados, 22', 22" longitud Oeste de Greenwich.

### División administrativa
Las veredas que componen el municipio son: Arada Chiquita, Arada Grande, Bancos de Arada, Bancos de Páramo, Bojacá, Caldera Abajo, Caldera Arriba, Caracol, Ciénega Guarumal, Ciénega Tablón, Ciénega Valvanera, Cucharero, Curial, Escobal, Fumbaque, Guanica Grande (Sector Abajo), Guanica Grande (Sector Arriba), Guanica Molino, Guayabal, Hipaquirá, Quigua Abajo, Quigua Arriba, Resguardo Abajo, Resguardo Arriba, Resguardo Manzanos Abajo, Resguardo Manzanos Arriba, Resguardo Maciegal, Resguardo Mochilero, Senda (Sector Abajo), Senda (Sector Arriba). 

## Economía
- Agricultura: Con productos como maíz, yuca, papa, arracacha, plátano, arveja, fríjol, ahuyama, hortalizas y tomate, siendo este último uno de los más predominantes. Además, fique, caña de azúcar y frutales como mango, chirimoya, naranja, aguacate, piña, mandarina, papaya, maracuyá y guayaba. Por último el café que se cultiva en pequeñas cantidades para el consumo local.
- Pecuaria: La ganadería vacuna es la más significativa y representativa de la economía del municipio. Abastece el área urbana de carne, leche, cuajada, mantequilla y otros derivados. El ganado caballar es muy apreciado como transporte de las personas y como transporte de la caña de azúcar hacia los trapiches. El ganado porcino: se destaca la cría de cerdos por el aprovechamiento de su carne, la manteca y embutidos entre otros.
- Avicultura: La cría de aves de corral se puede considerar como propia de las familias campesinas, utilizada para el consumo doméstico y para proveer los mercados urbanos. También se encuentra la avícola Los Cámbulos en las afueras del municipio, una de las más grandes del país con galpones instalados técnicamente y con un número considerable de aves, el cual genera buen número de empleos directos e indirectos.
- Minería: Cuenta con minerales en pequeña escala: piedra, arena, arcilla, y carbón. Es notable la explotación de estos, en la cantera de Hipaquirá.
- Industria y comercio: La agroindustria, la minería y el comercio también priman en esta población; el turismo y dos empresas de transporte organizado son dos renglones económicos que se destacan en el desarrollo de la localidad. Se destacan entre otras: fábricas de calzado, talleres de ornamentación, fábricas de ladrillos, fábricas de cera, talleres de reparación de vehículos, talleres de ebanistería. La madera es abundante en las veredas de clima frío, es materia para la fabricación de muebles en el sector urbano y la construcción en el área rural. A nivel regional, Garagoa es importante centro comercial en el aprovisionamiento de víveres en general, elementos de construcción, herramientas, prendas de vestir, medicamentos, productos agrícolas y veterinarios. Los días domingo y jueves se presenta un gran movimiento comercial, por ser días de mercado.

## Educación
En el pueblo de Garagoa existen dos instituciones educativas las cuales han estado por mucho tiempo en Garagoa, como lo son: Institución Educativa Técnica Industrial, que tiene 7 talleres industriales: Mecánica Industrial, Sistemas,Electricidad, Motores, Metalistería, Ebanistería, vinculados al SENA para que los bachilleres salgan con título del SENA; y la Institución Educativa Técnica San luis, que tiene especialidades como lo son: Electrónica, Gestión empresarial, Salud y Énfasis en Ciencias Naturales, igualmente vinculados al SENA, las cuales brindan más oportunidades y opciones para el desarrollo de sus estudiantes en los diferentes ambientes curriculares y extracurriculares. Educación primaria como colegios: Anexa, que es vinculada al colegio San Luis, Liceo Moderno, Garabatos, Colegio Cristiano Manantial y Técnico Industrial, igual vinculado al colegio de secundaria.

## Deportes
La primera participación del municipio en la Copa Fútbol Valle de Tenza no fue del toda buena, quedó de puesto 7 de 25 participantes. En la próxima edición de esta cita futbolística que se llevará a cabo en Guateque, espera hacer una mejor presentación.

## Sitios de interés turístico y cultural
- La reserva natural privada «El Secreto», que tiene diseñado un sendero ecológico donde se puede apreciar el bosque Altoandino. Está ubicada en la vereda de ciénega Valvanera, a 20 km por carretera de la cabecera municipal, por la vía que conduce de Garagoa a Miraflores.
- Las Juntas, lugar donde concurren los ríos Garagoa y Súnuba sobre el Embalse La Esmeralda, una magnífica obra de ingeniería que desde 1975 se muestra a los ojos del mundo.
- El mirador del Alto de Santa Bárbara, ubicado a 5 minutos de la cabecera municipal, desde donde se puede apreciar el Valle de Tenza.
- La cascada del río Tunjita, en la vereda de ciénega Valvanera.
- El páramo de Mamapacha, importante reserva natural ubicada sobre la Cordillera Oriental, alcanza un área total de 27.517 ha de las cuales 9.700 corresponden a bosques y 17.812 zona de páramo dentro de una altitud que va desde los 2.400 a 3.400 m s. n. m., este macizo está conformado por gran cantidad de cerros de gran altura.
- El río Tibaná o Teatinos, una de las reservas hídricas del municipio, nace en el embalse Teatinos y recoge aguas del río Turmequé, Guayas, bosque, fusavita, icabuco y otros, algunos pozos del río Garagoa, que se destacan por haber sido sitios tradicionalmente visitados por los bañistas en verano y que cuentan con atractivos naturales y culturales como la Piedra del Vaho, El Puente Cuadras, Puente Ospina.

## Gastronomía
Los platos típicos más importantes del municipio son: los quesos de hoja o quesillos, los bizcochos de vino, colaciones, garullas, envueltos de maíz, plátanos al fondo, carne al caldero, carne ahumada y mantecada, masato, chicha, entre otros.

## Festividades y eventos
- Aguinaldo Garagoense, una de las tradiciones más importantes del municipio, celebrada del 16 al 23 de diciembre con carrozas, comparsas, casillas y luminarias.
- Fiestas Patronales, celebradas el último fin de semana de enero, tradicionalmente conocidas en la región y cuentan con una gran acogida. También están las tradicionales Fiestas de Mitaca.
- Festival Regional de la Cultura, evento realizado por la Casa de la Cultura Tomás Villamil y respaldado por la Alcaldía Municipal en el mes de octubre, en el cual se realizan actividades como: Encuentro Regional de Danzas, Encuentro de Tunas, Encuentro de Bandas Musicales, Festival de Teatro, Concurso de Poesía y Canto, y Exposiciones artísticas en plastilína, cerámica y material reciclable.
- Feria de Mitaca, feria Tradicional Ganadera, realizada a finales del mes de julio, que reúne la gran mayoría de comerciantes de la región del Valle de Tenza donde se exponen los mejores ejemplares.
- Feria Agroindustrial, se realiza en el coliseo Cubierto Municipal, simultánea a la Feria de Mitaca, como oportunidad para que los artesanos y Microempresarios muestren sus productos y lleven a cabo intercambios comerciales.
- Feria Empresarial del Valle de Tenza, se realiza en el coliseo cubierto municipal a mitad del año, allí se vinculan todos los municipios de la región, con el objetivo de promover el intercambio comercial y la micro – empresa del Valle de Tenza.